# Małpa (znak pisarski)
@ (małpa) – znak pisarski, wykorzystywany głównie w adresach poczty elektronicznej oraz jako identyfikator (handle) użytkownika na mikroblogach takich jak X czy Instagram. Znak pochodzi z łacińskiej ligatury zastępującej w średniowiecznych i renesansowych rękopisach handlowych słowo „ad” (do, przy) i oznaczające m.in. odbiorcę przesyłki. W języku angielskim czytany jest „at” (przyimek oznaczający „w”, „przy” albo „po [jakiejś cenie]”) i stosowany jest niekiedy w księgowości do oznaczania cen. 

## Zastosowania historyczne

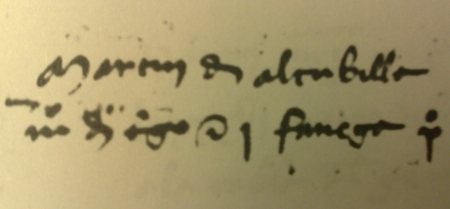
Znak „arroba” w aragońskim dokumencie z 1448 roku

Jeden z najdawniejszych przykładów zastosowania znaku @ to dokument z 1448 roku o nazwie „Taula de Ariza”, będący rejestrem dostaw pszenicy z Królestwa Kastylii do Królestwa Aragonii. Symbol oznacza tam dawną jednostkę masy arroba.

## Zastosowania w informatyce
Używanie symbolu @ do adresowania e-maili zapoczątkował Ray Tomlinson we wczesnych latach siedemdziesiątych XX wieku. Pracował wówczas dla firmy BBN Technologies, która stworzyła sieć ARPANET – zalążek dzisiejszego Internetu. Istniejące wcześniej systemy poczty elektronicznej umożliwiały przesyłanie wiadomości tylko między osobami mającymi konta na tym samym komputerze. Tomlinson stworzył pierwszy system, zwany SNDMSG, który pozwalał przesyłać wiadomości między różnymi komputerami podłączonymi do sieci ARPANET. Adres odbiorcy musiał w tym przypadku zawierać zarówno nazwę konta, jak i nazwę komputera, które trzeba było jakoś oddzielić. Szukając na klawiaturze symbolu, który nie byłby używany w nazwach użytkowników oraz nazwach komputerów, Tomlinson natrafił właśnie na @. Ray Tomlinson twierdzi, że użyłby symbolu „On” (na) lub „Of” (z), gdyby taki istniał.
Często w celu zmylenia botów internetowych, zbierających napotkane na stronach internetowych adresy mailowe do tzw. spamlisty, znak @ zastępuje się elementem graficznym lub jego opisem, np.: (at), (małpa), (maupa), (na) czy (you-know-what) (sam wiesz co).
Symbol ten stosowany jest również w składni języków programowania:
- Pascal: @argument – utworzenie wskazania (adresu) argumentu;
- Clipper: praca w trybie tekstowym, instrukcja rozkazu – rozkazy we/wy, utworzenia ramki, czyszczenia obszaru ekranu, bezpośrednio po znaku @ definiuje się współrzędne ekranu;
- Perl: tablica;
- Ruby: zmienna obiektu;
- Java: adnotacja;
- Python: dekorator.

W Unikodzie znak at występuje w wersji:
| Znak | Unicode | Kod HTML         | Nazwa unikodowa | Nazwa polska    |
| ---- | ------- | ---------------- | --------------- | --------------- |
| @    | U+0040  | &#x40; lub &#64; | COMMERCIAL AT   | handlowe „przy” |

## W różnych językach
- aapstert                     (małpi ogon) –           afrikaans
- Shenja e Majmunit            (znak małpy) –           albański
- at –                                                  angielski
- majmunsko a                           (małpie a) –             bułgarski, serbski
- da yiba a                             (a z długim ogonem) –    chiński (dialekt mandaryński)
- zavináč                      (rolmops, zawijany marynowany śledź) – czeski, słowacki
- grisehale                    (świński ogon) –         duński, norweski
- snabel-a                     (a z trąbą) -            duński
- ĉe                           (przy [=at]) –  esperanto
- heliko                       (ślimak) –               esperanto
- arobas lub arrobas / arobase lub arrobase / arobasse lub arrobasse (un = r. męski) (od arroba) – francuski
- arobase, arobas, arrobase (a handlowe) –           francuski (Kanada, Québec)
- escargot                     (ślimak) lub petit escargot (mały ślimak) – francuski
- le signe                     (znak) –                 francuski
- kissanhäntä                  (ogon kota) –            fiński
- miau, miumau, miuku, miukumauku (onomatopeja miauczenia) – fiński
- παπάκι [papáki]              (kaczątko) –             grecki
- kudiani a                             (a z ogonem) –           gruziński
- shablul                               (ślimak) –               hebrajski
- ‏שטרודל‎ [sztrudel], strudel –                       hebrajski
- arroba                       (od jednostki miary wagi i objętości oznaczanej tym znakiem) – hiszpański, portugalski
- apenstaartje                 (małpi ogonek) –         holenderski
- a keong                      (ślimacze a) –           indonezyjski
- a kura-kura                  (żółwie a) –             indonezyjski
- atto māku アットマーク       (znak at) –     japoński (potocznie)
- naruto                                (wir) –                  japoński
- tanka kigō 単価記号          (symbol ceny jednostki) – japoński (nazwa formalna)
- arrova lub rova     (od arroba) – kataloński
- dalphaengi                            (ślimak) –               koreański
- Affenohr, das                (małpie ucho) –          niemiecki
- Affenschaukel, die           („małpia huśtawka”, jungle gym) – niemiecki
- Affenschwanz, der         (małpi ogon) –           niemiecki (Niemcy, Szwajcaria)
- Alef –                                                niemiecki
- Alphakringel, der         (alfa w kółku) –         niemiecki (Austria)
- At-Zeichen, das              (w skrócie At), również ad-Zeichen (w skrócie ad) – niemiecki
- Klammeraffe, der             (czepiak / małpka-pająk, tj. Ateles paniscus) – niemiecki (Niemcy)
- Schweinekringel, der         (świński ogon) –         niemiecki (Niemcy)
- krøll-alfa                   (zakręcona alfa) –       norweski
- kotek –                                            polski (USA)
- małpa lub małpka –                                             polski
- собака [sobaka]              (pies), собачка [sobaczka] (piesek) – rosyjski
- коммерческое at [kommerczeskoje at] (handlowe at) –   rosyjski
- a-rond                       (okrągłe a) –            rumuński
- coada de maimuta             (ogon małpy) –           rumuński
- majmun                                (małpa) –                serbski
- majmunski rep                         (małpi ogon) –           serbski
- afna                         (małpa) –                słoweński
- elefantöra                   (ucho słonia) –          szwedzki
- kattfot                      (kocia stopa) –          szwedzki
- kattsvans                    (koci ogon) –            szwedzki
- afa                         (małpa z niemieckiego) – śląski
- gül                          (róża) –                 turecki
- monkey                    (małpa) –                po angielsku w Chorwacji (nie spotykane w krajach anglojęzycznych)
- равлик [rawlyk]              (ślimak) –               ukraiński
- bejgli                       (strucla, rogalik) –     węgierski
- kukac                        (robak, larwa) –         węgierski
- chiocciola                   (ślimak) –               włoski